# 泰迪·舒寧咸
愛德華·保羅·"泰迪"·舒寧咸，MBE（1966年4月2日—）生於倫敦海伊汉姆斯公園，是一名已退役的英格蘭足球運動員，司職前鋒，無論在球會或國家隊皆取得驕人的成就，谢林汉姆以41歲高齡仍然效力頂級聯賽的韋斯咸，於2007年夏季約滿轉投英冠球隊高車士打，直到2007/08年季後才以42歲高齡退役。其後擔任教練工作，於韋斯咸出任前鋒教練，2015年夏獲邀接掌英乙球會史提芬納治，是其首份領隊職務。
他的兒子查利·谢林汉姆亦是足球員，曾效力水晶宮，其後在低級別和非聯賽球隊打滾。

## 生平

### 球會
米尔禾爾
舒寧咸年青時效力小球會莱顿及依尔福（Leyton & Ilford），在一場對米尔禾爾的青年比賽中被對手的球探所青睞，於1982年僅16歲即簽約加盟米尔禾爾展開職業足球員的事業。初期作為學徒球員，在1984年1月作客射入首個入球僅為其第二場為球隊上陣。翌年獲兩度外借汲取經驗，首先到及稍後到瑞典的，回到米尔禾爾後迅即成為正選，在80年代後期與托尼·卡斯卡里诺組成著名的前鋒組合。舒寧咸四度成為球隊的首席射手（1986/87、1987/88、1988/89年及1990/91年），更在1986/87年及1990/91年參與球隊的所有比賽。
1987/88年球季米禾爾首次升上英甲（當時的頂級聯賽）作賽，普遍認定米尔禾爾必在季尾降回乙組，舒寧咸與加斯卡連奴的入球不單協助球隊成功護級，更獲中游的第十位。但好景不常，米禾爾在翌季排名包尾降級乙組。降級首季米禾爾排第五位，晉級附加賽，但第一輪兩回合累計2-6負於失去升級機會。舒寧咸以36球成為該季的神射手，多支頂級球隊對他表示興趣，有人預料利物浦將羅致他取代夥拍攻堅，最終利物浦選擇以破紀錄的290萬鎊签下了的。
諾定咸森林
1991年7月25歲的舒寧咸以200萬英鎊被賣到諾定咸森林，與尼祖·哥洛夫（Nigel Clough）拍檔攻堅。舒寧咸表現出色並於1991/92年球季末協助森林獲得甲組聯賽第八位及打入聯賽杯決賽以0-1僅負於曼聯。舒寧咸在1992年8月對利物浦時為森林射入超級聯賽的首個入球，但一星期後卻以210萬英鎊被賣往熱刺，舒寧咸在森林效力期間成為城市球場的寵兒，他的離開是诺丁汉森林在1992/93年降級的主要原因。
熱刺
舒寧咸以22球（其中包括熱刺21球及森林1球）成為1992/93年超級聯賽的神射手，他在白鹿徑球場的拍檔包括杜利（Gordon Durie）、羅辛杜（Ronny Rosenthal）、克林斯曼（Jurgen Klinsmann）及基斯岩士唐（Chris Armstrong）。
1993/94年球季舒寧咸以14個超聯入球成為熱刺的首席射手，但因傷患困擾，舒寧咸只曾進行19場比場，因此大大影響熱刺在聯賽的成績，直到季未尚餘兩輪比賽才脫離護級漩渦，僅獲第十五位的差劣成績。翌季（1995-96年）成績較佳，舒寧咸協助熱刺取得超聯第七位及晉級足總杯四強，僅僅失卻參加歐洲比賽的資格。
克林斯曼曾於1994/95年與舒寧咸合作，稍後時聲稱舒寧咸是他歷來最具才華的進攻拍檔。舒寧咸廣受熱刺球迷的歡迎，被認為是90年代中期超聯的最佳前鋒之一。但1996/97年球季結束時，經歷15個球季而且已年過30的舒寧咸仍然一無所有，與冠軍獎盃無緣。
1997年6月舒寧咸同意以350萬鎊轉投曼聯，取代要求退役的埃里克·坎通纳（Eric Cantona）的席位。
曼聯
舒寧咸在奧脫福的首個球季並不好過，雖然在所有比賽中射入14球，但曼聯在當季（1997/98年）一無所獲，與各項錦標無緣，令人大失所望，季後傳言舒寧咸將會轉會他投。
當在1998/99年球季剛開姑時從阿士東維拉轉投奧脫福，舒寧咸即將離開曼聯的推測廣為流傳。舒寧咸在一隊的出場機會無多，但仍合資格在球季結束時贏得一面超級聯賽冠軍獎牌，在33歲之齡，舒寧咸終於取得首項重要錦標。一星期後的足總盃決賽對紐卡素，舒寧咸於開賽後11分鐘先開紀錄，最終曼聯2-0獲勝，舒寧咸奪得個人第二項榮譽。四日之後，歐洲聯賽冠軍盃決賽對拜仁慕尼黑，舒寧咸在球賽結束前戲劇性射入一球扳成平手，（Ole Gunnar Solskjær）於補時再次射破德國人的大門，為曼聯奪得史無前例包括超級聯賽、足總盃及歐聯的三冠王。
1999/2000年球季舒寧咸仍然不獲太多為一隊上陣的機會，但次數仍足以在季後獲得第二面超級聯賽冠軍獎牌。舒寧咸在翌季（2000/01年）表現出其足球生涯最精彩的一年，除成為曼聯的首席射手外，更同時獲得足球記者協會及職業足球員聯會兩項足球先生的榮譽。舒寧咸持續的優良狀態使其於35歲高齡仍能入選國家隊。
重回熱刺
2000/01年球季末，舒寧咸在奧脫福的四年期合約屆滿，由於荷蘭前鋒（Ruud van Nistelrooy）的加盟，舒寧咸在曼聯鋒線的競爭更加激烈。舒寧咸選擇以自由轉會形式重返熱刺，成為新任領隊格伦·霍德尔（Glenn Hoddle）首批簽入的球員之一。
回歸後首季舒寧咸協助熱刺晉級聯賽盃決賽，1-2不敵布力般流浪。雖然球會中人希望熱刺能夠再戰歐洲比賽，但最終在超聯令人失望地排第九位。翌季（2002/03年）開季頭三場後熱刺一度進佔榜首，結果仍然是排在聯賽榜中游結束球季。
樸茨茅夫
2002/03年球季結束後舒寧咸在熱刺的合約亦告屆滿，舒寧咸拒絕續約，改投升班馬樸茨茅夫。舒寧咸成為哈利·列納（Harry Redknapp）陣中重要棋子，協助球隊成功護級。舒寧咸只簽了一年合約，2003/04年球季結束後已38歲的舒寧咸決定離開法頓公園球场（Fratton Park），但仍然堅持將會在另一球隊繼續其球員生涯。
韋斯咸
舒寧咸降低一級加盟英冠球隊西汉姆联，更以20球成為冠军聯賽第三神射手，協助韋斯咸晉級附加賽決賽，擊敗普雷斯頓重回離開兩年的超級聯賽。舒寧咸的一年合約隨著2004/05年球季結束而屆滿，他同意續約一年再戰英超。
2006年4月2日舒寧咸在對查爾頓下半場替補進場，成為少數40歲後仍能在超聯作賽的球員，這類球員還包括施利（Les Sealey）、布里奇（John Burridge）及。2006年5月13日舒寧咸以40歲41日成為足總杯決賽第三老的球員，同時是在足總杯決賽最老的射入點球的球員，舒寧咸是唯一在對利物浦十二碼決勝時射入的韋斯咸球員。2006年8月19日舒寧咸以40歲139日成為超聯歷史中最老的出場比賽球員。舒寧咸已續約到完成2006/07年球季，即在41歲生日後仍會為韋斯咸比賽。10月29日，舒寧咸正式為韋斯咸以正選身份上陣，並以頭頂入這場賽事第一個入球，球隊後來以2-1擊敗布力般流浪。在球賽到下半場77分鐘時，希亞活入替舒寧咸，舒寧咸當選這場比賽的最佳球員及同時打破英超聯史上最年長球員進球記錄。舒寧咸亦代表韋斯咸在足總盃、聯賽盃及歐洲賽事，共11次上陣及射入兩球。但後來得不到新任領隊阿兰·柯比什利所喜悅，因為他私生活和喜愛賭博，一直苦無正選及後備機會。後來，舒寧咸被查出是球隊內賭博莊家，因此失去古比士利的信任。
高車士打
隨著與韋斯咸合約完滿，舒寧咸在7月4日另投英冠聯球隊科尔切斯特，並穿著8號球衣，舒寧咸於球季結束後退役。
退役以後
2009年9月10日舒寧咸重返賽場，加盟國內第九級的「肯特聯賽超聯組」（Kent League Premier Division）球會貝肯罕（Beckenham Town），主力參賽英格蘭足總瓶（FA Vase）。

### 國家隊
舒寧咸的國際賽生涯可說是大器晚成，直到1993年已達27歲才獲得首次代表英格蘭上陣，同年對波蘭時取得第一個國際賽入球，在當時英格蘭的領隊（Terry Venables）麾下成為阿兰·希勒的前鋒拍檔。
舒利亞及舒寧咸兩人在國際賽中合作如魚得水，舒利亞是徹底的射手，體格強健而力度十足，而舒寧咸可從後掩護，尋找空位從而作出致命的傳送，更成為舒利亞與中場球員之間的聯繫橋樑，兩人合稱（兩人英文姓氏的簡寫）。這對拍檔於1996年在英格蘭舉行的欧洲足球锦标赛中合拍得極為成功，在分組賽最後一輪比賽，舒利亞及舒寧咸各入兩球，以4-1擊敗擁有及的奪標熱門荷蘭。英格蘭在四強階段被老對手及最終冠軍德國淘汰（加時1-1，十二碼5-6），但普遍認為舒寧咸及其隊友包括、及等雖敗不辱。
舒寧咸在英格蘭新領隊格連荷杜（1996-99年）的陣中繼續出任正選，直到天才新星迈克尔·欧文在1998年崛起才逐漸被取代。1998年世界杯舒寧咸在分組賽頭兩場以正選上場，但在第二場對羅馬尼亞時奧雲在72分鐘替補舒寧咸上場，僅7分鐘後即射入扳平，最終英格蘭仍負1-2和再度淘汰出局，但已為舒寧咸的國際賽前途敲響警鐘。
在接著的2000年歐洲國家盃中舒寧咸被當時的領隊完全棄用。除著比舒寧咸年輕4年的舒利亞在賽後宣佈退出國家隊及斯文·约兰·埃里克松在2001年出任英格蘭領隊，舒寧咸的國際賽前途再露曙光。艾歷臣常在球賽尾段調入舒寧咸作為戰術替補球員，利用舒寧咸的控球能力及豐富經驗扭轉戰局。2001年10月6日世界盃外圍賽最後一輪比賽，主場的英格蘭落後希臘0-2，剛被換入的舒寧咸即射入一球追近紀錄，完場前的93分鐘舒寧咸禁區外被侵犯，貝克漢主射罸球一矢中的扳平2-2，力壓死對頭德國以首名出線2002年世界杯。
舒寧咸被選入艾歷臣的韓日世界盃大軍名單中，在1-0擊敗阿根廷一役，下半場早段獲派替補（Emile Heskey）上場，更幾乎射入一球，僅被對方門將救出。2002年6月21日八強戰1-2負於巴西，舒寧咸在80分鐘替補上場，是其國際賽生涯的告別戰。36歲的舒寧咸終於離開國家隊，期間共為英格蘭出賽51場及射入11球。

## 榮譽
- 超級聯賽 冠軍：1999年、2000年、2001年
- 足總盃 冠軍：1999年；亞軍：2006年
- 社區盾 冠軍：1997年
- 歐聯 冠軍：1999年
- 洲际杯 冠軍：1999年
- 乙組聯賽 冠軍：1988年
- 英冠聯升級附加賽 冠軍：2005年
- 聯賽盃 亞軍：2002年
- 瑞典乙組北部聯賽 冠軍：1985年
- 超級聯賽上場最年長的球員（40歲270日，在2006年12月30日，英超聯比賽，韋斯咸對曼城）
- 英超聯史上最年長球員進球（40歲266日，在2006年12月26日，英超聯比賽，韋斯咸對樸茨茅夫）

## 外部連結
- 足球資料庫 （页面存档备份，存于）
- FootballDatabase：簡介及生涯統計 （页面存档备份，存于）
- BBC Sport - 40大壽 （页面存档备份，存于）
- ESPN：球員統計 （页面存档备份，存于）
- 男人40一枝花　舒寧咸球壇長青樹 （页面存档备份，存于）